# Academia de Drags (3.ª temporada)
A terceira temporada do reality show Academia de Drags começou a ser exibida originalmente em 20 de dezembro de 2021, pela internet, via Youtube. Depois de um hiato de cinco anos, o reality que mostra uma competição de drags brasileiras retorna para sua terceira temporada. Após o término da Segunda Temporada foi aberto um concurso para escolher duas drags que estariam no elenco da terceira temporada, aconteceram algumas seletivas e entrevistas com várias drags até que chegassem a escolha de Seelky e Slovakia para integrarem o elenco. Essa temporada é apresentada novamente por Silvetty Montilla a "Diretora". Silvetty também comanda o júri fixo, junto ao seu "conselheiro fixo", o maquiador Eliseu Cabral e o fashion designer Alexandre Herchcovitch e mais personalidades que fazem partipacões especiais como jurados convidados em cada episódio. A participante da Segunda Temporada "Fefe Houston" retorna dessa vez como a mulher do espelho, fazendo alusão que ficou dentro do espelho durante esses cinco anos de hiato, e faz o papel de "Conselheira" ditando as provas para as participantes. 
Esta temporada possui 8 participantes que mostraram suas habilidades em canto, moda, caracterização, talento, humor, passarela e personalidade de uma drag queen.A participante Samantha Dior foi a grande vencedora do reality, na qual foi premiada com um pix no valor de mais de R$ 5,000, além de ser consagrada a drag queen mais completa do país. Slovakia foi a vice-campeã, Kira ficou na terceira colocação, e Titiago foi eleita a Miss Arrasa Bixa (Miss Simpatia).

## Histórico Final
| Temporada           | Finalistas    | Finalistas | Finalistas | Outras participantes em ordem de eliminação            | Total |
| Temporada           | Vencedora     | 2º lugar   | 3º lugar   | Outras participantes em ordem de eliminação            | Total |
| ------------------- | ------------- | ---------- | ---------- | ------------------------------------------------------ | ----- |
| Academia de Drags 3 | Samantha Dior | Slovakia   | Kira       | Sammy Queen • Hianka Evans • Titiago • Satine • Seelky | 8     |

## Participantes (Alunas) e Desempenho
Eis as participantes que são consideradas as "alunas" da 3ª temporada de Academia de drags:
(O desempenho adotado deste quadro é referente as notas das participantes)
(Idades na época da exibição)
| Participantes | Idade | Episódio         | Episódio    | Episódio           | Episódio | Episódio      | Episódio  | Episódio                      |
| Participantes | Idade | Show de Talentos | Memetização | Digital Influencer | Ópera    | Impresionator | Atuação   | Show Final                    |
| ------------- | ----- | ---------------- | ----------- | ------------------ | -------- | ------------- | --------- | ----------------------------- |
| Samantha Dior | 32    | SALVA            | SALVA       | SALVA              | SALVA    | SALVA         | FINALISTA | Vencedora                     |
| Slovakia      | 35    | RECUP            | RECUP       | VENCEU             | SALVA    | VENCEU        | FINALISTA | Vice-Campeã                   |
| Kira          | 22    | SALVA            | SALVA       | SALVA              | SALVA    | SALVA         | FINALISTA | 3ª Colocada                   |
| Seelky        | 26    | SALVA            | SALVA       | RECUP              | RECUP    | RECUP         | FINALISTA | 4ª Colocada                   |
| Satine        | 27    | RECUP            | RECUP       | SALVA              | RECUP    | SALVA         | FINALISTA | 5ª Colocada                   |
| Titiago       | 34    | SALVA            | SALVA       | SALVA              | SALVA    | RECUP         | REPROV    | 6ª Colocada/Miss Arrasa Bicha |
| Hianka Evans  | 24    | VENCEU           | SALVA       | SALVA              | REPROV   |               |           | 8/7ª Colocação                |
| Sammy Queen   | 31    | SALVA            | RECUP       | RECUP              | REPROV   |               |           | 8/7ª Colocação                |

     A participante foi a vencedora da terceira temporada de Academia de Drag.
     A participante ficou em segundo lugar e foi a vice-campeã da segunda temporada de Academia de Drags.
     A participante foi a terceira ou quarta colocada da segunda temporada de Academia de Drags.
     A participante foi aprovada, avançou para a final, mas não dublou.
     A participante foi considerada a melhor na prova final e foi a vencedora da semana.
      A participante foi uma das melhores mas não venceu a prova final.
      A participante obteve um desempenho ruim, mas não as piores.
      A participante foi uma das piores e esta na recuperação, ficando apta à eliminação.
     A participante foi uma das piores e foi reprovada/eliminada